# Abronia gaiophantasma
Abronia gaiophantasma là một loài thằn lằn trong họ Anguidae. Loài này được Campbell & Frost miêu tả khoa học đầu tiên năm 1993.